# NGC 2320
NGC 2320 ist eine elliptische Galaxie vom Hubble-Typ E4 im Sternbild Luchs am Nordsternhimmel. Sie ist schätzungsweise 267 Millionen Lichtjahre von der Milchstraße entfernt und hat einen Durchmesser von etwa 110.000 Lichtjahren.

Im selben Himmelsareal befinden sich u. a. die Galaxien NGC 2315, NGC 2321, NGC 2322, NGC 2326.
Die Typ-Ia-Supernova SN 2000B wurde hier beobachtet.
Das Objekt wurde am 28. Dezember 1790 vom deutsch-britischen Astronomen William Herschel entdeckt.